# Ludowa Partia Jedności (Portugalia)
Ludowa Partia Jedności (port. Partido de Unidade Popular, PUP) – nieistniejąca już komunistyczna portugalska partia polityczna. Została utworzona w grudniu 1974 roku przez jedną z frakcji Komunistycznej Partii Portugalii (marksistowsko-leninowskiej).
Po wyborach w 1975 roku PUP przyjęła nazwę Portugalski Komitet Marksistowsko-Leninowski (Comité Marxista-Leninista Português). W 1976 Komitet połączył się z Portugalską Marksistowsko-Leninowską Organizacją Komunistyczną i Organizacją dla Rekonstrukcji Komunistycznej Partii (marksistowsko-leninowskiej), tworząc Portugalską Partię Komunistyczną (Rekonstrukcja).